# (15217) 1981 ET19
(15217) 1981 ET19 est un astéroïde de la ceinture principale d'astéroïdes découvert en 1981.

## Description
(15217) 1981 ET19 a été découvert le 2 mars 1981 à l'observatoire de Siding Spring, situé près de Coonabarabran, en Nouvelle-Galles du Sud, en Australie, par Schelte J. Bus.

### Caractéristiques orbitales
L'orbite de cet astéroïde est caractérisée par un demi-grand axe de 2,41 UA, un périhélie de 2,07 UA, une excentricité de 0,14 et une inclinaison de 1,91° par rapport à l'écliptique. Du fait de ces caractéristiques, à savoir un demi-grand axe compris entre 2 et 3,2 UA et un périhélie supérieur à 1,666 UA, il est classé, selon la JPL Small-Body Database, comme objet de la ceinture principale d'astéroïdes.

### Caractéristiques physiques
(15217) 1981 ET19 a une magnitude absolue (H) de 16,2 et un albédo estimé à 0,078.